# 农业大学站 (青岛市)
农业大学站是青岛地铁1号线的地铁车站，位于中华人民共和国山东省青岛市城阳区中城路与春阳路交叉口北侧，于2020年12月24日开通。

## 车站结构
农业大学站位于中城路与春阳路交叉口北侧，沿中城路设置，呈南北走向，为地下两层岛式站台车站，车站长206米，标准段宽20.9米，车站地下一层为站厅层，地下二层为站台层，站台设置全高站台门。
| 地面              | 出入口 | A、B、C、D出入口                                                                                      |
| 地下一层          | 站厅   | 客服中心、自动售票机、验票机                                                                          |
| 地下二层          | 站台   | \| \| \| 1号线往东郭庄（沟岔） \| \| 島式 · 開左邊车门 \| \| \| \| \| \| 1号线往王家港（正阳中路） \| |
|                   |        | 1号线往东郭庄（沟岔）                                                                                 |
| 島式 · 開左邊车门 |        | |
|                   |        | 1号线往王家港（正阳中路）                                                                             |

## 出入口
农业大学站共设4个出入口，各出口及周围设施如下所示：
| 编号                | 指示                   | 建议前往的目的地                         | 图片 |
| ------------------- | ---------------------- | ---------------------------------------- | ---- |
| A · 出口            | 中城路(西)，春阳路(北) |                                          |      |
| B · 出口 · （设有） | 中城路(西)             | 青岛市公安局城阳分局交通警察大队城阳中队 |      |
| C · 出口            | 中城路(东)             | 青岛农业大学城阳校区                     |      |
| D · 出口            | 中城路(东)，春阳路(北) | 城阳区实验中学                           |      |
| 图例： 设有         |                        |                                          |      |

## 接驳交通

### 有轨电车
- 青岛有轨电车城阳示范线农业大学站

### 公交车
- 中城路春阳路：4206路，4216路，4217路，4219路，4221路
- 城阳实验中学：117路，903路，905路，915路

## 车站历史
本站工程名与公示名为春阳路站，正式站名为农业大学站，以车站附近的青岛农业大学命名。
- 2020年12月24日，车站随1号线北段通车开通[1]。